# Säkularer Buddhismus
Säkularer Buddhismus –  manchmal auch als agnostischer Buddhismus, atheistischer Buddhismus, oder naturalistischer Buddhismus bezeichnet –, nennt man Auffassungen des Buddhismus, die sich von metaphysischen, esoterischen oder magischen Aspekten buddhistischer Traditionen distanzieren. 

## Definition
Einer der prägendsten Vordenker des säkularen Buddhismus ist Stephen Batchelor. Für ihn folgt die Notwendigkeit eines säkularen Buddhismus aus zwei Aspekten:
- Die Vorstellung einer Reinkarnation passt nicht zum westlichen wissenschaftlichen Weltbild.
- Die Vorstellung; dass Karma den Kreislauf der Reinkarnation beeinflusst; lässt sich ebenso wenig mit einem wissenschaftlichen Weltbild vereinen.

Ein anderer bekannter Vertreter des säkularen Buddhismus, der ev. Theologe, Philosoph und Herausgeber des buddhistischen Online- und Print-Magazins Ursache\Wirkung, Frank Hendrik Hortz, stellt heraus, dass eine Prämisse des säkularen Buddhismus laute, "'Was ist heilsam?' Dies in einem ursprünglichen buddhistischen Sinne: 'Was führt zur Befreiung von Leid'? Und wenn man darüber nachdenkt, wird einem schnell klar, dass Spekulationen über Dinge, die wir nicht wissen können, metaphysische Spekulationen also, lediglich ablenken und nie zur Befreiung führen." Deshalb könne man sie höflich beiseite legen.

## Praxis
Säkularer Buddhismus betrachtet die Lehren Buddhas als philosophische und ethische Leitlinien, die unabhängig von religiösen Überzeugungen und rituellen Praktiken angewendet werden können. Säkularer Buddhismus ist gleichzeitig eine Reformbewegung, die sich in den antiken Texten des Buddhismus, u. a. dem Pali-Kanon, mittels historisch kritischer Exegese auf die Suche nach den ursprünglichen Lehren des historischen Buddha begibt. Dabei wird der Fokus auf die unmittelbare Erfahrung und die Anwendung der Lehren im Alltag gelegt, ohne die Notwendigkeit eines Glaubens an Übernatürliches, religiöse Hierarchien sowie weitere später hinzugefügte traditionelle und volksbuddhistische Elemente.

## Schlüsselpositionen
Durch diesem Findungsprozess ergeben sich für säkulare Buddhisten verschiedene Schlüsselpositionen des ursprünglichen Buddhismus, unter anderem sind dies:
1. Das Prinzip des Entstehens in Abhängigkeit: Alles im Universum ist miteinander verbunden und entsteht in Abhängigkeit voneinander. Es gibt keine isolierten Phänomene.[1]
2. Anatta oder Anātman: keine Existenz verfügt über ein festes, unveränderliches und unabhängiges Selbst, weshalb die in den alten buddhistischen Traditionen gepflegte Vorstellung einer Wiedergeburt oder Reinkarnation nicht Teil der ursprünglichen buddhistischen Lehre, dem Dharma, gewesen sein kann.[3]
3. Die Praxis der Achtsamkeit.[1]
4. Das selbstständige Hinterfragen der Lehre: Anstatt blind zu glauben, wird im säkularen Buddhismus im Rückgriff auf das sogenannte Kalama-Sutta gefordert, die Lehren kritisch zu hinterfragen und auf ihre praktische Anwendbarkeit im eigenen Leben zu prüfen.[4]